# جن کوربی
جن کوربی (به انگلیسی: Jenn Korbee) با نام تولد جنیفر کریستن پترسون-هیند (به انگلیسی: Jennifer Kristen Peterson-Hind)(زاده ۲۴ مهٔ ۱۹۸۰) خواننده و بازیگر آمریکایی است.